# 坎克顿
坎克顿（英語：Cankton）是美国路易斯安那州下属的一座村镇。根据2010年美国人口普查，该市有人口484人。建置上，属于“village”。